# Mazrim Taim
Mazrim Taim je imaginarni lik iz svijeta epske fantastike Točka vremena. Mazrim Taim je muškarac koji može da dodirne Istinski izvor. Proglasio se za Zmaja u Saldeji, ali je pravi Ponovorođeni Zmaj Rand al'Tor. Mazrima su zarobile Aes Sedai I vodile su ga u Tar Valon. Mazrim je uspio pobjeći. Otišao je u Andor gdje je sreo Randa. Rand mu je povjerio zadatak da trenira  Aša’mane. Taim sada drzi titulu M’Hejla (vođe) među Aša’manima. Postoje sumnje da Taim služi Mračnog. Oko stotinu Aša’mana izvršavaju samo njegove naredbe I pohađaju njegove privatne časove. Tam je veoma snažan u Jednoj moći. Glavna crta njegovog karaktera je ambicioznost.

## Literatura
- Robert Jordan's The Wheel of Time series Архивирано на веб-сајту  (5. март 2013)
- [мртва веза]